# Marco Sulantay
Marco Antonio Sulantay Olivares (Coquimbo, 31 de marzo de 1973) es un exfutbolista, periodista y político chileno militante de la Unión Demócrata Independiente (UDI). Desde marzo de 2021 ejerce como diputado por el distrito N°5 de la Región de Coquimbo. Entre 2018 y 2020 se desempeñó como consejero regional de  la Región de Coquimbo. 

## Biografía
Periodista, padre de 3 niñas y 1 niño,  está casado con Tania Barraza Álvarez. 
Es hijo del exfutbolista y entrenador José Sulantay. Como futbolista, formó parte del plantel de Deportes La Serena durante 1995, cuando su padre dirigió al equipo serenense.
Cursó su enseñanza media en el Colegio Andrés Bello de La Serena. Posteriormente, estudió periodismo en la Universidad Católica del Norte, donde se tituló en 1994. En el ejercicio de su profesión se desempeñó en diversos medios locales de comunicación e iniciativas particulares. Fue corresponsal de El Mercurio de Santiago y director del Diario El Ovallino, de la ciudad de Ovalle. 
Su trayectoria política se inicia en marzo de 2011, al ser designado Director Regional del Instituto Nacional del Deporte (IND) de Coquimbo, durante el primer gobierno de Sebastían Piñera. Permaneció en el cargo hasta 2014.
En 2017 fue elegido consejero regional por la Provincia de Elqui.  En el Consejo Regional de Coquimbo integró y fue presidente de la Comisión de Salud y Deportes. El 16 de noviembre de 2020, renunció al cargo para asumir como candidato a gobernador de la Región de Coquimbo.
Fue el candidato de Chile Vamos para la elección de gobernador de 2021, pasando a segunda vuelta ante la independiente ecologista Krist Naranjo, quien lo venció en el balotaje.
Para las elecciones parlamentarias de 2021 fue inscrito como candidato a diputado para el Distrito 5, de la comunas de Andacollo, Canela, Combarbalá, Coquimbo, Illapel, La Higuera, La Serena, Los Vilos, Monte Patria, Ovalle, Paiguano, Punitaqui, Río Hurtado, Salamanca y Vicuña. Fue elegido como primera mayoría con 18.248 votos, equivalentes al 7,71% del total de los sufragios válidos. Asumió el cargo el 11 de marzo de 2022.

## Historial electoral

### Elecciones municipales de 2004
Alcalde para la comuna de Coquimbo

### Elecciones de gobernadores regionales de 2021
- Elección de gobernador regional de 2021 para la gobernación de la Región de Coquimbo, primera vuelta.

- Elección de gobernador regional de 2021 para la gobernación de la Región de Coquimbo, segunda vuelta.

### Elecciones parlamentarias de 2021
- Elecciones parlamentarias de 2021 para el Distrito 5 (Andacollo, Canela, Combarbalá, Coquimbo, Illapel, La Higuera, La Serena, Los Vilos, Monte Patria, Ovalle, Paihuano, Punitaqui, Río Hurtado, Salamanca y Vicuña)[2]